# Apfelstädt
Apfelstädt é uma vila e antigo município da Alemanha localizado no distrito de Gota, estado da Turíngia.  Pertencia ao verwaltungsgemeinschaft de Nesse-Apfelstädt-Gemeinden. Desde 1 de dezembro de 2009, faz parte do município de Nesse-Apfelstädt.